# Малий ключ Соломона
«Малий ключ Соломона» або «Лемеґетон» (від «Lemegeton Clavicula Salomonis») — один з найвідоміших гримуарів, який містить відомості про християнську демонологію і гоетію.

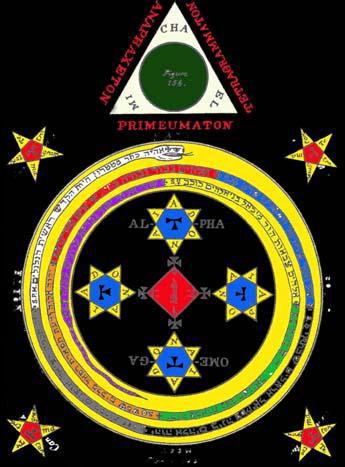

Найперші посилання на «Малий ключ Соломона» можна знайти у Корнелія Аґриппи у праці «Про невизначеність і марність всіх наук та мистецтв», виданої в 1531 році в Парижі, в якій автор згадує три частини гримуара: «Арс Алмадель», «Арс Павліна», «Арс Ноторія». Цей перелік пізніше повторить учень Аґриппи, Йоганн Веєр («Про обмани демонів», 1563 р.), і Реджинальд Скотт («Словник чаклунства», 1584 р.). На «Арс Алмадель» посилався також і Роберт Тернер, згадуючи однойменний рукопис XV століття з Флоренції. У «Стеґаноґрафії» Йоанна Тритемія (написана в 1500 р., вперше опублікована в 1608 році), у довгому переліку книжок з магії, згадується книга «Алмадель».
Якщо не вважати на самвидави окремих трактатів «Малого ключа Соломона», то вперше видав «Лемеґетона» Артур Вейт 1898 року у своїй «Книзі Чорної магії та Договорів», в якій автор навів окремі місця з трактатів «Ґоетія», «Арс Алмадель» і «Арс Павліна». Одначе на думку Джозефа Петерсона, дослідника магічних текстів, це видання має величезну кількість грубих неточностей і в 2001 році дослідник здійснив перше критичне видання повного тексту «Малого ключа Соломона».

## Найважливіші рукописи
- Harley MS 6483. Назва в каталозі — Liber Malorum Spiritum. Датується 1712—1713 роком, найпізніший манускрипт. Містить додатковий матеріал і витяги з «Ґептамерона» (1655) Петра де Абано. Добре виконані картинки. Виходить з одного джерела, як і Sloane MS 3648. Один з найменш надійних манускриптів[1].
- Sloane MS 2731. Назва в каталозі — Clavicula Solomonis. Датується 18 січня 1686 року. Скопмільований з багатьох версій, в тому числі Sloane MS 3648. Текст неповний, багато помилок через неакуратність, довільні перестановки тексту, відсутня книга «Арс Ноторія»[1].
- Sloane MS 3825. Назва в каталозі — Treatise on Magic. Включає Janua Magica reserata і Clavicula Solomonis, The Little Key of Solomon. Написаний акуратно і розбірливо, один з надійних і внутрішньо несуперечливих манускриптів[1].
- Sloane MS 3648. Збірник XVII століття, також містить витяги з праць Корнелія Аґриппи і «Основних засад магії» Парацельса. Написаний неакуратно, погано намальовані зображення. Використовувався автором Sloane MS 2731[1].

## Частини «Малого ключа Соломона»
Гримуар складається з п'яти частин: «Ґоетія», «Теурґія Ґоетія», «Арс Алмадель», «Арс Павліна» і «Арс Ноторія».

### «Ґоетія»
«Ґоетія» (від дав.-гр. γοητεία, тобто чари) містить опис демонів: який зовнішній вигляд вони прибирають перед магом, чим демони можуть бути корисні чаклуну, якими демонічними силами командують і яке місце займають в ієрархії духів. Також в цій частині гримуара наводяться детальні інструкції з виклику перерахованих духів і способи підкорення демона у випадку його непокори.
За своїм змістом, «Ґоетія» дуже схожа на каталог демонів з додатку до книги «Про обмани демонів» Веєра. Сам автор називає джерелом якийсь рукопис, названий «Книгою про службові обов'язки духів чи Книгою висловлювань Empto. Соломона про князів і царів демонів» («Liber offlciorum spirituum, seu Liber dictus Empto. Salomonis, de principibus regibus damoniorum»). Проте порядок демонів в «Ґоетії» відрізняється від порядку, в якому демони були перераховані Веєром; також список «Ґоетії» був розширений іменами демонів Вассаґо, Сиїра, Данталіона і Андромаліюса. Ритуал виклику демонів у «Ґоетії» значно ускладнився порівняно з ритуалом, описаним в 1563 році, а відомості про демонів доповнились малюнками їхніх печаток. Вперше повне видання «Ґоетії» здійснив у 1904 р. Алістер Кроулі і Макґреґор Матерс.
Назва цієї частини «Малого ключа Соломона» із часом стало загальним ім'ям, вживаним для позначення всієї середньовічної магічної традиції викликання демонів і складання талісманів на основі їхніх печаток та підписів.

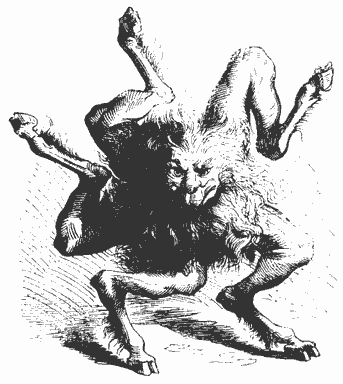
Буєр, десятий демон «Ґоетії».

| 1. Король Бае́ль 2. Герцог Агре́ас 3. Принц Вассаґо 4. Маркіз Гамигі́н 5. Губернатор Ма́рбас 6. Герцог Белфего́р 7. Маркіз Амо́н 8. Герцог Ба́рбатос 9. Король Пе́ймон 10. Губернатор Бу́ер 11. Герцог Га́сіон 12. Принц Си́трі 13. Король Бе́лет 14. Маркіз Лерайє́ 15. Герцог Е́лігос 16. Герцог Зепа́р 17. Граф і Губернатор Бо́тіс 18. Герцог Ба́зин 19. Герцог Са́ллос 20. Король Пу́рсан 21. Граф і Губернатор Ма́ракс 22. Принц і Граф І́пес 23. Герцог Аї́м 24. Маркіз Набе́рій | 25. Граф і Губернатор Гла́сия-Лабо́лас 26. Герцог Буне́ 27. Маркіз і Граф Ронове́ 28. Герцог Вери́ф 29. Герцог Астаро́т 30. Маркіз Форне́й 31. Губернатор Фо́рас 32. Король Асмоде́й 33. Принц і Губернатор Гоа́п 34. Граф Фу́ртур 35. Маркіз Мархо́сіас 36. Принц Сто́лос 37. Маркіз Фе́нікс 38. Граф Галфа́с 39. Губернатор Ма́лфас 40. Граф Рау́м 41. Герцог Фокало́р 42. Герцог Вепа́р 43. Маркіз Се́бнок 44. Маркіз Шекс 45. Король і Граф Віне́ 46. Граф Ба́йфронс 47. Герцог Вуа́л 48. Губернатор Хааге́нті | 49. Герцог Кросе́л 50. Король Фо́ркас 51. Король Балаа́м 52. Герцог Аллоце́с 53. Губернатор Ка́йм 54. Граф і Герцог Му́рмур 55. Принц О́робас 56. Герцог Гре́морі 57. Губернатор О́се 58. Губернатор Е́мі 59. Маркіз О́ріас 60. Герцог Ва́пула 61. Король і Губернатор За́ган 62. Губернатор Ва́лак 63. Маркіз Е́ндрас 64. Герцог Га́врес 65. Маркіз Андреа́лф 66. Маркіз Ка́ймеєс 67. Герцог Амду́сия 68. Король Веліа́л 69. Маркіз Декара́бія 70. Принц Си́їре 71. Герцог Данталио́н 72. Граф Андрома́лій |

### «Теурґія Ґоетія»
«Теурґія Ґоетія» містить опис ієрархії сонму духів повітря, яких прикликають з різних частин світу. На відміну від демонів «Ґоетії», духи цієї частини гримуара не мають індивідуальних особливостей і натура в них не однозначна (добро змішане зі злом).

| «Можливості духів однакові, оскільки те, що здатен зробити один дух, здатен зробити й інший (інші). Вони можуть показати і знаходити сховані речі, зроблені в цьому світі, можуть знайти й принести чи зробити будь-яку річ, що є створена і утримується в якомусь з чотирьох елементарних світів: Вогню, Повітря, Землі чи Води, а також відкрити таємниці королів й іншої людини чи людей, залежно від бажання. Ці духи (духи повітря) за своєю вдачею добрі й злі рівночасно. Одна їхня частина — добра, інша — лиха. Ними керують князі, кожний з яких живе в одній з чотирьох частин світу». |
Деякі матеріали цієї книжки перейняті з першої книги «Стеґаноґрафії» Йоанна Тритемія.

### «Арс Павліна»
У «Історії магії і експериментальної науки» Лінн Торндайк припускає, що назва цієї частини «Малого ключа Соломона» походить від імені апостола Павла (для невідомих авторів гримуарів було характерним зводити свої праці до спадщини легендарних древніх мудреців) і містить відомості, отримані апостолом під час вознесіння в Коринфі, коли Павлові відкрилось третє небо. Як і «Теурґія Ґоетія», «Арс Павліна» також має деякі збіги із «Стеґаноґрафією» Йоанна Тритемія і містить деякі відомості з «Магічного Архідокса» Парацельса. Роберт Тернер (англійський дослідник магії XVII століття) згадує, що в Національній Бібліотеці Лондона бачив рукопис «Арс Павліна» XVII століття.
«Арс Павліна» складається з двох частин. В першій наводяться імена янголів, що керують денними і нічними годинами щодня, вказується, які з духів їм (янголам) підкоряються, даються рекомендації із складання печаток янголів і наводяться рекомендації щодо викликів цих духів. Друга частина присвячена янголам знаків зодіака і зодіакальним градусам, які йменуються геніями людини, в ній також наводяться магічні печатки й інструкції з виклику генія, янгола-охоронця.

### «Арс Алмадель»
На думку Йоанна Веєра, назва цього трактату «Малого ключа Соломона» походить від імені деякого арабського мага. В самому трактаті Алмаделєм іменується квадратна пластина з воску з нанесеним на неї іменами бога і магічними фігурами, яка слугує для виклику описаних в трактаті янголів, що жиють в одному з чотирьох зодіакальних світів.

### «Арс Ноторія»
«Арс Ноторія» тримається осібно від інших чотирьох книг «Малого ключа Соломона»: вона включалась не у всі видання гримуара і є найдревнішою частиною «Лемеґетона», оскільки відомо про багато її латинських рукописів, датованих XIII століттям. Перше друковане видання «Арс Ноторія» побачило світ у 1620 р. в Ліоні (латиною), а в 1657 році Роберт Тернер видав англійський переклад цього тексту.
«Арс Ноторія» містить в собі переповнені магічними іменами древні звернення до Бога з метою отримати різну підтримку і допомогу.

## Демони «Ґоетії» в українській культурі
Драматургійна збірка Олеся Барліга «Звірі подивляться замість тебе» містить дві п'єси, що згадують демонів «Ґоетії». У творі «Демона викликаю, Тамаро!» на маркіза Наберіуса обертається один з головних героїв. В драмі «Уроборос у Східному експресі» на заклик одного з персонажів з'являється маркіз Аамон і розповідає історію про короля Белета.